# Рюфьё (Эн)
Рюфьё (фр. Ruffieu) — коммуна во Франции, находится в регионе Рона — Альпы. Департамент — Эн. Входит в состав кантона Шампань-ан-Вальроме. Округ коммуны — Белле.
Код INSEE коммуны — 01330.

## География
Коммуна расположена приблизительно в 410 км к юго-востоку от Парижа, в 70 км восточнее Лиона, в 45 км к юго-востоку от Бурк-ан-Бреса.

## Климат
Климат полуконтинентальный с холодной зимой и тёплым летом. Дожди бывают нечасто, в основном летом.

## Население
Население коммуны на 2010 год составляло 202 человека.
| 1962 | 1968 | 1975 | 1982 | 1990 | 1999 | 2010 |
| ---- | ---- | ---- | ---- | ---- | ---- | ---- |
| 243  | 232  | 187  | 162  | 144  | 188  | 202  |

## Администрация
| Период | Период | Фамилия    | Партия | Примечания |
| ------ | ------ | ---------- | ------ | ---------- |
| 1995   | 2001   | Анри Жиро  |        |            |
| 2001   | 2014   | Эрве Левек |        |            |
| 2014   | 2020   | Эрик Пийар |        |            |

## Экономика
В 2010 году среди 117 человек трудоспособного возраста (15—64 лет) 89 были экономически активными, 28 — неактивными (показатель активности — 76,1 %, в 1999 году было 78,0 %). Из 89 активных жителей работали 80 человек (42 мужчины и 38 женщин), безработных было 9 (3 мужчин и 6 женщин). Среди 28 неактивных 8 человек были учениками или студентами, 10 — пенсионерами, 10 были неактивными по другим причинам.

## Фотогалерея

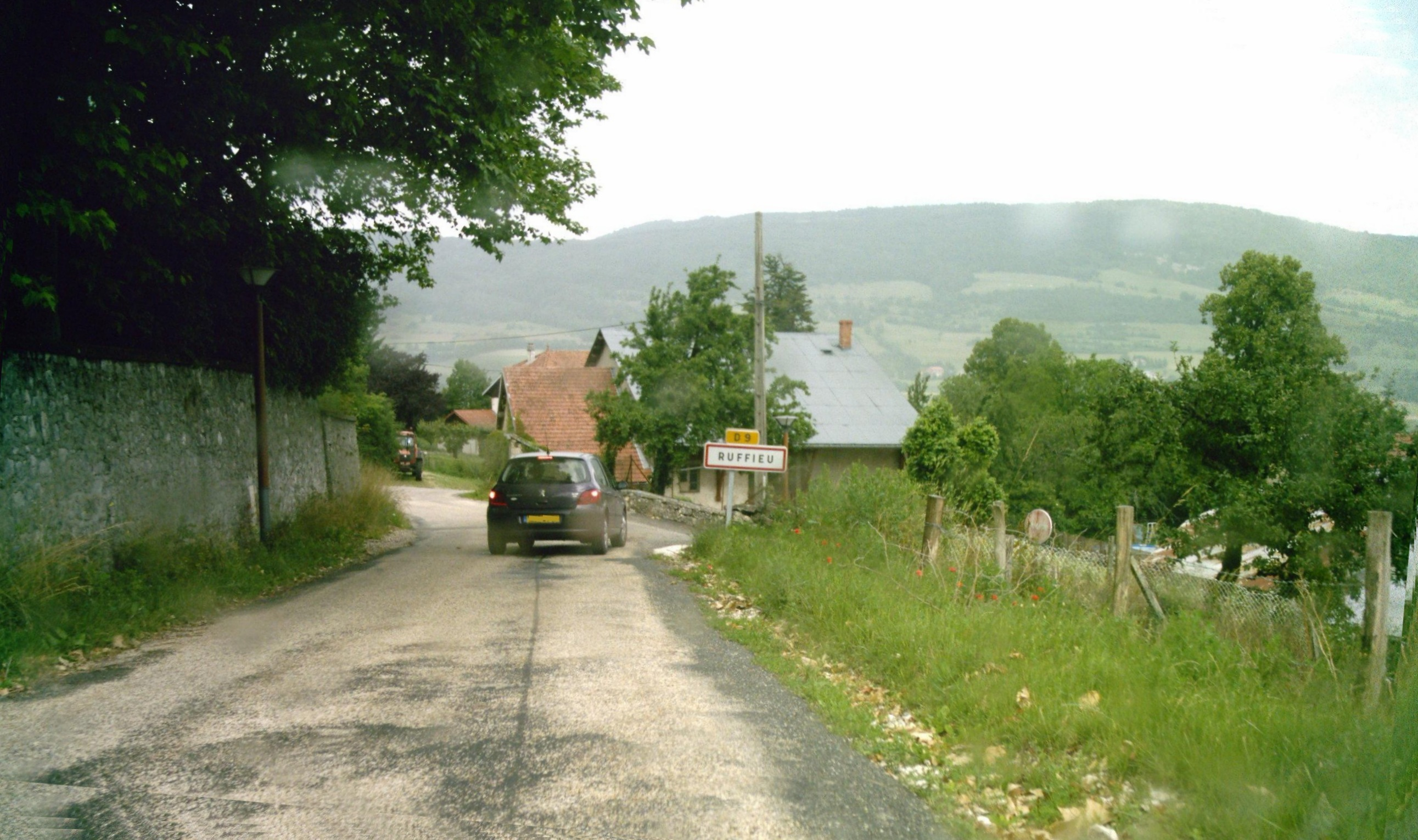
Въезд в Рюфьё
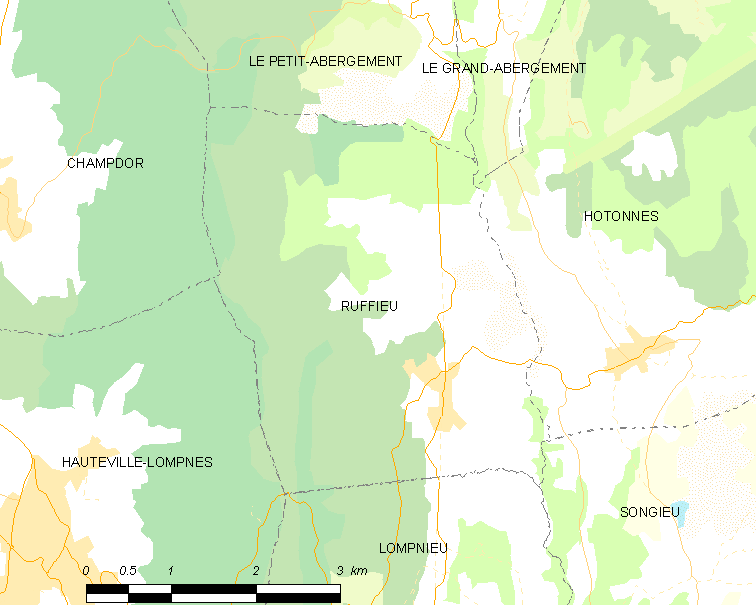
Карта коммуны